# 西迪亚曼蒂
西迪亚曼蒂是巴西巴拉那州的一个市镇。总面积309.109平方公里，总人口5110人，人口密度16.5人/平方公里。